# Rörgrund
Rörgrund är en ö i Finland. Den ligger i den ekonomiska regionen  Sydösterbotten och landskapet Österbotten, i den sydvästra delen av landet, 300 km nordväst om huvudstaden Helsingfors.
Terrängen på Rörgrund är varierad. I omgivningarna runt Rörgrund växer i huvudsak blandskog. Rörgrund har Långvikfjärden i norr, Kuggsören i öster, Rörgrundgrynnorna i söder, Morosgrund och Reikaren i sydväst samt Stora och Lilla Murgrund i väster. Rörgrund har vägförbindelse med fastlandet via Kuggsören och Kallbådan samt med Rörgrundgrynnorna.
Inlandsklimat råder i trakten. Årsmedeltemperaturen i trakten är 2 °C. Den varmaste månaden är juli, då medeltemperaturen är 16 °C, och den kallaste är januari, med −12 °C.